# Никола Отвратный
«Нико́ла Отвра́тный» — иконографический извод изображения святого Николая Чудотворца, широко распространённый в XVIII веке среди старообрядцев Ветки в Полесье (Южная Беларусь) и Стародубья на территории бывшей Черниговской губернии. Происхождение данного иконографического образа на настоящее время окончательно не установлено. Известно, однако, что в народной культуре иконе «Никола Отвратный» молились о предотвращении бед (местное выражение гласит до сих пор: «От беды Николин образ просят»).
«Никола Отвратный» — обычно оплечное изображение святителя с отчётливо заметным направлением взгляда в сторону. Никола Отвратный поворачивает голову вправо от зрителя, но взгляд его крупных глаз направлен, напротив, влево. Нижняя линия изображения часто обрезает до половины Евангелие, которое Никола держит в левой руке, и благословляющую правую руку. Голова святого обычно увеличена и приближена к краю доски. Часто на иконах такого типа пальцы благословляющей руки святого изображаются в жесте, который можно рассматривать как напоминание или предупреждение.
В настоящее время иконы Николы Отвратного находятся в коллекциях Государственной Третьяковской галереи, Музея древнерусской культуры и искусства имени Андрея Рублёва, Брянского областного музейно-выставочного центра, Ветковского музея старообрядчества и белорусских традиций имени Ф. Г. Шклярова, в Музее русской иконы в Печчоли (Италия, Тоскана), а также в старообрядческих храмах и семейных собраниях Российской Федерации и зарубежья.

## Особенности иконографического типа
«Никола Отвратный» — редкий и малоизученный иконографический извод. Извод появился не ранее XVIII века. Широкое распространение он получил в старообрядческих духовных и художественных центрах Стародубья и Ветки, которые находились в Черниговской и Могилёвской губерниях Российской империи, где был включён в местную иконописную традицию. В этих старообрядческих общинах данный образ был окружён особым почитанием. Иконографический извод Николы Отвратного существовал в иконописи Ветки до середины XX века, а в Стародубье даже до 1970-х годов.
Общий образ Николая Чудотворца для значительного числа изводов иконографии — «Сед брада невелика курчивата. Взлис плешив. На плеши мало кудерцов. Риза багор пробелён лазорем. Испод на бело лазорь: в руке Евангелие рукою благословляет». Особенностью иконографии Николы в Ветке является изображение Богородицы и Христа на облаках по разные стороны от святого. Изображение облаков на иконе является достаточно условным. Эта условность подчёркнута столь же условным изображением льющегося на них света с помощью листового золота. Другой местной особенностью является изображение нимба в виде золотых лучей, исходящих от голов персонажей. Эту особенность доктор исторических наук Сергей Таранец и искусствовед Галина Нечаева воспринимали как следствие западного влияния на творчество иконописцев этого региона. Евангелие Никола часто держит на плате, украшенном мелкими золотыми цветочками.
«Никола Отвратный» — чаще всего оплечное изображение святителя с направленностью взгляда в сторону. При этом, хотя Никола Отвратный поворачивает голову вправо от зрителя, взгляд его крупных глаз направлен, напротив, влево. Нижняя линия изображения часто обрезает до половины Евангелие и благословляющую руку. Пристальный взгляд Николы Отвратного внушал страх маленьким детям. Жительница одного из старообрядческих сёл рассказывала о своём детстве (с сохранением орфографии оригинала): «Николиной иконе порой поручали смотреть» за детьми, «мать уходит, скажет: „Вот, глядите же, уроки учите — Никола всё видит!“ — Мы и под стол влезем, выглянем, и из-под кровати, — а он всё смотрит!»
Голова святого обычно увеличена и приближена к краю доски. Часто на иконах такого типа пальцы благословляющей руки святого изображаются в жесте, который искусствоведы рассматривают как напоминание или предупреждение. Все известные иконы этого извода имеют примерно одинаковый размер. На некоторых встречаются поясняющие надписи.

## Никола Отвратный на житийной иконе
«Никола Отвратный» часто окружался клеймами жития. В соответствии с «Житием Николая Чудотворца», святой прославился тем, что «побеждал бесов». Этот сюжет — один из любимых иконописцами на многоклеймовых ветковских иконах «Никола в житии».
В свою очередь, сам образ «Николы Отвратного» мог быть клеймом многочастной иконы. Примером может служит шитый оклад к четырёхчастной иконе добрянской работы XIX века из собрания Валентина Шуба. Четыре части оклада — «Знамение», «Взыскание погибших душ», «Умягчение злых сердец» и «Никола Отвратный». Между ними помещён «Спас Благое молчание». Галина Нечаева попыталась определить, какое именно место образ «Николы Отвратного» занимает в качестве клейма на многочастной иконе. Она пришла к выводу, что это всегда нижнее, а чаще всего — нижнее правое клеймо, в измерении же иконы — это нижнее левое место. Композиция житийной иконы имеет архаическую связь с символическим строением мира-космоса. В фольклорной ситуации ветковской иконописи, по мнению Нечаевой, левая сторона низа — наиболее «хтоническая» зона модели мира. Оттуда могут вырваться «стихийные силы — разрушающие, но и плодородные, если придать им культурное направление». Изображение в этой позиции Николы Отвратного, с точки зрения Нечаевой, усиливает власть «хозяина» над хтоническим наследием языческого мира, так как образ Николы впитал в себя черты древнего хозяина низа — бога Велеса. Косой взгляд Николы архаичен — он грозно «разговаривает» с «неведомой» и «нечистой» силами на их собственном языке.
Иконографический тип «Никола Отвратный» мог также сочетаться на одной и той же многочастной иконе с другими иконографическими изводами изображения Николая Чудотворца, например, с «Николой Можайским».

## Точки зрения на происхождение иконографического типа
Происхождение (а также ареал и датировка появления) иконографического извода Николы Отвратного вызывает споры исследователей. Общепризнанным является только то, что он был широко распространён в Южной Беларуси в ветковской иконописной школе с XVIII века. В православной иконописной традиции этот извод отсутствует.
Краевед и дочь известного историка-славянофила Михаила Погодина Агриппина Плечко утверждала, что поясной образ «русского письма» Николы Отвратного находился в Москве в каменной церкви Николы Гостунского, построенной Иваном III в 1506 году, и был окружён особым почитанием. По преданию, перед изгнанием поляков из Москвы в 1612 году «глаза его [Николы] сами обратились в противную сторону».
Впервые в советской и российской искусствоведческой литературе этот иконографический сюжет привлёк в Новейшее время внимание кандидата искусствоведения, научного сотрудника Государственной Третьяковской галереи Эвелины Гусевой в статье «Старообрядческое искусство на Брянщине и Гомельщине», опубликованной в 1978 году. Она считала, что направленность взора святого в сторону соответствует в народном сознании способности иконы отвращать болезни. Историк и священнослужитель Александр Абрамов также отмечал, что традиционное народное восприятие этого иконографического типа состоит в том, что «за левым плечом человека прячется искуситель». По его мнению, образ «Николы Отвратного» зовёт верующего к «собранности, строгости, памятованию о том, что всё происходит всерьёз и враг не упустит случая причинить нам вред». Эту точку зрения поддержали доктор исторических наук Валерий Дзюбан и кандидат исторических наук Марина Кочергина.
Обычно поясной «Николай Чудотворец» изображался в фас, «Никола Отвратный» отличается тем, что, как это упомянуто выше, едва заметно отворачивает голову вправо от зрителя, но взгляд его направлен влево. Он устремлён за левое плечо молящегося, откуда по народным представлениям человеку может угрожать зло (среди старообрядцев существуют представления о том, что за правым плечом человека располагается ангел-хранитель, а за левым — «бес»). Директор Ветковского музея старообрядчества и белорусских традиций имени Ф. Г. Шклярова Галина Нечаева отмечала, что икона «Никола Отвратный» (поворот головы святого и противоположное направление взгляда его глаз) символически воспринимается в двух системах координат, в двух пространствах — зрителя и самого Николы. Для зрителя — это поворот вправо и взгляд влево (за левое плечо молящегося). Праведная устремлённость к Добру сочетается с суровым обращением к левым (лукавым) силам в земном мире. «В своём измерении» сам Никола повернулся налево, к земному, выражая свою «земную» направленность, а смотрит он направо. Взгляд его призывает в этом смысле к праведности.
По мнению исследователей старообрядческой иконописи кандидата филологических наук, доцента кафедры методики преподавания и культуры украинского языка Черкасского государственного университета Ю. Е. Горбунова и коллекционера Бориса Херсонского, этимология слова «отвратный» трактовалась Гусевой ошибочно. Эти авторы полагали, что речь идёт о копиях образа святителя Николая, украшавшего некогда какие-то ворота в Москве, отмечая, что на некоторых иконах «Николы Отвратного» можно прочитать надпись «Никола Чудотворец отвратный (от врат) иже в Москве».
Галина Нечаева, отвечая Горбунову и Херсонскому, обратила внимание, что хотя на иконе «Никола Отвратный» из Ново-Ивановки действительно написано: «Никола Отвратный, иже в Москве», но московские по происхождению оригиналы подобного иконографического извода так и не были обнаружены специалистами.
По мнению заведующей реставрационной мастерской Музея древнерусской культуры и искусства имени Андрея Рублёва Татьяны Гребенюк, иконографический образ «Никола Отвратный» выделился из житийной иконы святителя. В клейме такой иконы часто голова Николы обращена вправо, но глаза его смотрят через левое плечо. По мнению исследовательницы, это свидетельствует об отражении в иконе традиционных представлений о левой стороне. Валерий Дзюбан и Марина Кочергина отмечали существующее предположение, что «подобная иконография почерпнута из клейм житийных изводов „Изгнание беса из кладезя“».

## Дискуссия о времени появления и ареале иконографического извода
Сами старообрядцы характеризовали этот иконографический тип как «вновь прославленный чудотворный образ после раскола XVII века». Предание, сохранившееся в старообрядческой среде, возводит иконографию Николы Отвратного к иконе «Святой Никола Чудотворец» («Никола со святыми на полях»), созданной в Новгороде в начале XIII века. Ряд современных исследователей, опираясь на эту традицию, пытались отыскать истоки извода в иконописи Византии, к которой, по их мнению, восходит новгородская икона.
Некоторые искусствоведы предполагают, что впервые в православной иконе отход от архаичной традиции изображения персонажа в фас был осуществлён в Византии во время палеологовского возрождения в XIV веке. Сложность ракурсов, которые появились в это время, выражала изменчивость человеческой судьбы, тревогу византийской цивилизации перед своим будущим. «Страстность и мощная духовная сила», по характеристике Нечаевой, — черты образа «Николы Отвратного». Как считает исследовательница, интересно, что зигзаг поворота головы и взгляда обрёл в иконах Ветки значение магического средства, отсутствовавшее в Византии. Она объясняла это тем, что «в фольклорной культуре, весьма сильной в ветковском универсуме, символизм насыщается магическими чертами». Образ Николы в народной культуре, с точки зрения Нечаевой, пронизан «обузданием кривого и косого» — «во всех его чудесах чтится облик владетеля нижних вод, нижнего мира — полного хтонических, ритмических энергий».
Галина Нечаева отмечала, что в Великом Новгороде (Новгородская республика славилась своей буйной политической жизнью) существовали чрезвычайно древние аналоги Николину «взгляду за левое плечо». Как считает Нечаева, икона XII века «Никола со святыми на полях» была привезена в Москву (по преданию, это сделал Иван Грозный в XVI веке) из Новгорода. Она позднее хранилась в Новодевичьем монастыре (поэтому имела название «Никола Новодевичий»), а в настоящее время находится в коллекции Государственной Третьяковской галереи. В Новгород, в свою очередь, эта икона, по мнению Нечаевой, могла быть доставлена из Киева. Для иконы характерны «удлинённая голова», «исступлённая выразительность» лица, «исполненного бури страстей», тот же ракурс головы и мощный поворот взгляда влево от зрителя. Так же, как в «Николе Отвратном», художник изобразил на иконе закрытое Евангелие. Однако «Никола Новодевичий» — поясной, а не оплечный образ, как большинство икон «Николы Отвратного». Рассматривая одну из икон середины XIII века, происходящую из Новгорода, Нечаева заключает, что «Никола Новодевичий» послужил для неё образцом. Нечаева предполагала, что, уже будучи в Москве, «Никола Новодевичий» мог стать основой новой иконографии Николы Отвратного (с погрудным изображением святого). Этим она объясняла и надпись на иконе Николы Отвратного из Ново-Ивановки: «иже в Москве».
Доктор исторических наук Валерий Дзюбан и кандидат исторических наук Марина Кочергина согласны с Нечаевой в поисках ранних образов подобного иконографического типа в Византии, но относят их к X веку (в другой статье Кочергина относит к X веку не появление образцов этого иконографического извода, а становление иконографии Николая Чудотворца в целом). Уже на ранних византийских иконах они отметили взгляд Николы Чудотворца, направленный в сторону. В качестве примера исследователи называли икону 2-й половины X века из монастыря Святой Екатерины на Синайском полуострове, а также русскую икону из Третьяковской галереи, относящуюся к новгородской школе начала XIII века.
С точки зрения Дзюбана и Кочергиной, спустя значительное время подобное изображение святого Николы с направленным в сторону взглядом нашло отражение в образе Николы Отвратного, созданном русскими старообрядцами в XVIII веке. В своей статье, посвящённой данному иконографическому изводу, они настаивали на необходимости разделения роли двух центров этой иконографической традиции — Ветки и Стародубья. Формирование иконографии Николы Отвратного исследователи связывали с Веткой и относили к XVIII веку (точнее, к концу XVIII века), а широкое распространение в XIX — начале XX века переносили уже в Стародубье. Старообрядческая традиция также связывает утверждение и распространение данного иконографического извода с крупными духовными центрами Стародубьем и Веткой. Там находились общероссийские и местнозначимые монастыри общежитийного устава, скиты и пустыни старообрядцев-поповцев. Несмотря на преследования в Российской империи, а затем Советской властью, старообрядческий духовный центр в Стародубье продолжал существовать вплоть до 1930-х годов.
Разделяя точку зрения Эвелины Гусевой на отвращающий от бед характер иконы, Галина Нечаева попыталась уточнить время появления этого иконографического типа в Ветке. Она считала, что, так как образ «Никола Отвратный» распространён во всех ветковских слободах и воспроизводился художниками разных живописных традиций, которые формировали стиль Ветки, «Никола Отвратный» должен быть наследием раннего этапа ветковской культуры.
Если Галина Нечаева и некоторые другие исследователи искали истоки и первые образцы данного иконографического извода в далёком прошлом иконописи, то целый ряд исследователей делали акцент на новизне этого типа изображения святого. По словам Татьяны Гребенюк, «творческие поиски в иконографии свидетельствуют о напряжённой духовной жизни старообрядцев-поповцев». Именно они, по её мнению, нашли отражение в ветковской иконе. Научный сотрудник Музея истории и культуры старообрядчества города Боровск Михаил Чернов также считал, что иконография «Николы Отвратного» стала результатом «творческих поисков в среде иконописцев и идеологов старообрядчества Ветки» и была новой для своего времени.
Взгляды некоторых авторов на датировку появления иконографии Николы Отвратного со временем менялись. Горбунов и Херсонский в книге 2000 года утверждали, что, вопреки мнению некоторых исследователей (например, изложенному Т. Е. Гребенюк в статье «Художественное своеобразие ветковских икон. Технико-технологический аспект»), данный иконографический сюжет не может рассматриваться как оригинальный вклад старообрядцев в иконографию Николая Чудотворца. Они полагали, что образцом для него стал образ на вратах в Москве, относившийся к более раннему времени. Однако уже в статье 2007 года Горбунов писал о «самобытном оплечном изводе, получившем название „Никола Отвратный“», который встречается у старообрядцев чаще, чем иные иконографические типы Николая Чудотворца. Ещё более определённо он выразил своё мнение в своей более ранней статье 2001 года, указав: «Эта оригинальная композиция, характеризующаяся резким разворотом головы Николы к зрителю, известна лишь в иконописи „юго-западной“ ветви старообрядчества (от Брянщины и Гомельщины до низовьев Дуная)».
Опровергая высказанное в статье доктора искусствоведения, сотрудника Института славяноведения РАН Олега Тарасова предположение, что икона «Никола» иконографического типа Отвратный, выполненная в XIX веке и находящаяся в Православном музее Клужской епископии в Румынии, происходит из иконописной мастерской Мстёры, Горбунов утверждал, что «данный иконографический извод известен лишь в ветковской и липованской иконописи и среди памятников иных школ не встречается». Доцент кафедры религиоведения и теологии Орловского государственного университета, кандидат искусствоведения Марианна Комова писала, что он получил распространение на Черниговщине и Гомельщине, Орловщине и Брянщине. Распространение этого извода в Восточном Подесенье (на Брянщине) она ставила в прямую заслугу иконописцам из Ветки и Стародуба.

## Известные образцы иконографического типа
Нечаева выделяла с точки зрения художественных достоинств и иконографии икону «Никола Отвратный» (КП № 332 / 81, Ветковский музей), созданную в конце XVIII — начале XIX века (техника — доска, шпонки односторонние врезные, паволока, левкас, темпера, сусальное и творёное золото, размер — 72 × 59,3 × 3 см, рама: дерево, резьба, левкас, золочение). Она поступила в Музей старообрядчества и белорусских традиций из города Ветка в 1983 году. Происходит из деревни Ново-Ивановка. Фигура святого здесь, как и в некоторых других иконографических изводах Николы, сопровождается маленькими изображениями Христа и Богоматери, сидящих на облаках над плечами святого. Мария находится слева от Николы, на «женском» месте. Нижним краем композиции «срезан» благословляющий жест руки Чудотворца. «Срезан» также и нижний край закрытого Евангелия. Сам Никола представлен оплечно, его голова повёрнута вправо, глаза его увеличены иконописцем, зрачки смещены влево. Валерий Дзюбан и Марина Кочергина отмечали «особую психологическую напряжённость» и динамичность композиции.
Икона ведёт документально подтверждённое происхождение из старообрядческого посада Святск (Стародубье), но обнаружена она была сотрудниками Ветковского музея в бывшей старообрядческой слободе Косицкой (Ветка). Первыми её известными по имени владельцами были жительница Стародуба Феодора Васильевна Ковалёва (1908—1971, родители благословили её этой иконой на брак), а до этого — её мать. Из Святска икона попала в Ново-Ивановку (Голодное) на территории Беларуси. Позже семья переехала в Гомель, а икона была передана родственникам в село Папсуевка. Там её приобрёл местный коллекционер Фёдор Шкляров, а затем она была выкуплена у него Ветковским музеем старообрядчества и белорусских традиций. По предположению Дзюбана и Кочергиной, эта икона могла быть связана с Новопокровским Свяцковским монастырём. При ликвидации монастыря в 1850 году многие предметы культа из монастыря оказались у жителей посада Святск.
Ещё одна икона Николы Отвратного, привлёкшая внимание исследователей, находится в коллекции Брянского областного музейно-выставочного центра (XIX век, липовая доска без ковчега, паволока, левкас, темпера, позолота, размер — 26 × 21,5 см, инв. Ж—332 БОХМ). Её происхождение связывается со стародубским старообрядческим посадом Климов. Никола изображён оплечно, пронзительный взгляд святого обращён в сторону. Пальцы правой руки сложены в благословляющее зрителя двоеперстие, в левой руке сжато закрытое Евангелие. Фелонь святителя украшена причудливым узором (в противовес часто используемому на православных иконах крестчатому орнаменту). Христос и Богоматерь подают Николе знаки святительского достоинства. В верхнем поле иконы надпись: «Обра[з] Св[ятого] Николы Чу[дотворца]». По словам Дзюбана и Кочергиной, эта икона «выражает силу и мощь старообрядческих образов ветковской иконописи».
Марианна Комова в своей кандидатской диссертации писала, что мастера Ветки привнесли в иконопись принципы монументального искусства, но в «Николе Отвратном» из Брянского музея нет «мощи, величия и гипертрофированного масштаба прежних произведений». Для этой иконы характерен приглушённый и светлый колорит, отсутствует экспрессия — лик святого не округлый с большими глазами, а удлинённый с тонким носом и близко посаженными глазами. Морщины на его лице «не так динамичны и напоминают закрученные вены-жгуты, проступающие сквозь кожу». Подход художника к работе более графический, чем живописный. Нимб исполнен по западному образцу (чередование прямых и зигзагообразных лучей). Фелонь написана в ветковском стиле — «розовые букеты с точечным штампованным орнаментом, нанесённом поверх складок». Линовка «Николы» из Брянского музея характерна для икон из Ветки, но выполнена не так тонко. Омофор написан в виде «цветовой растяжки от светлого к тёмному, по которой нанесены золотые листья и кресты, обведённые чёрной краской».
Комова считала, что отказ от монументальности в некоторых иконах, написанных за пределами Ветки и Стародубья в середине XIX века, связан с преобразованием крупных старообрядческих монастырских мастерских в единоверческие.

## Изучение иконографического типа
В дореволюционной искусствоведческой и краеведческой литературе встречаются лишь отдельные упоминания Николы Отвратного. В 1908 году при описании святынь клинцовской единоверческой Вознесенской церкви священник Иоанн Чередников упоминал (в оригинале документа начала XX века не согласованы члены предложения) о «местночтимом чудотворном образе Николы, именуемый „Что на воротах“, размером 2 аршина. Образ писан Иваном Козмичом Карташёвым для св. Ворот храма».
В настоящее время иконы Николы Отвратного находятся в коллекциях Государственной Третьяковской галереи, Музея древнерусской культуры и искусства имени Андрея Рублёва, Брянского областного музейно-выставочного центра, Ветковского музея старообрядчества и белорусских традиций, в Музее русской иконы в Печчоли (Италия, Тоскана), а также в старообрядческих храмах и семейных собраниях Российской Федерации и зарубежья. Дзюбан и Кочергина предположили, что иконы Николы Отвратного попали за границу в результате «хищений из старообрядческих храмов и налаженной системы сбыта антиквариата на чёрном рынке СССР через Польшу в Германию и Италию». Особую роль, по их мнению, играли граждане Польской Народной Республики, работавшие в 1970-х годах на прокладке нефтепровода «Дружба» и проживавшие во время его строительства в городе Новозыбков. Несмотря на незаконный характер перемещения икон за пределы страны, наличие их в зарубежных собраниях свидетельствует, по словам исследователей, «об их высокой духовной и художественной значимости».
Только в коллекции одного Ветковского музея старообрядчества и белорусских традиций имени Ф. Г. Шклярова находится семь икон «Николы Отвратного» XVIII—XX веков и четыре прориси этого времени. Икона этого извода находится в Православном музее Клужской епископии в Румынии. Сотрудница Института этнологии и антропологии РАН С. А. Иникова отмечала, что в Добрудже её информанты-староверы упоминали о существовании там иконы «Николы Отвратного», но участникам экспедиции её даже не довелось увидеть.
Над изучением этого иконографического извода работают преимущественно российские и белорусские учёные, но данную тему затронула также искусствовед и реставратор старообрядческой живописи Дарья Мальцева, работающая с 2003 года в Италии, в статье «Образ и иконография Святого Николы Чудотворца в России» в сборнике «Все иконы святого Николы Чудотворца», вышедшем в Италии на итальянском языке. Этот сборник является каталогом выставки 53 старообрядческих икон XVIII века, состоявшейся в 2010—2011 годах на Апеннинском полуострове. Мальцева реставрировала, описала и ввела в научный оборот ряд икон Николы Отвратного, находящихся в зарубежных собраниях. Для её статей характерен комплексный подход к изучению извода, основанный на изучении архивных документов, этнографических источников, историографии, происхождения икон.
Наиболее актуальными в настоящее время исследователи воспринимают такие проблемы, как поиск истоков возникновения иконографического сюжета «Никола Отвратный» и причины распространения его именно среди старообрядцев-поповцев, время появления этого сюжета, причины большого числа икон такого иконографического типа, происходящих из Стародубья и Ветки, а также выявление художественных особенностей и специфики иконографии Николы Отвратного.

## Никола Отвратный в художественной литературе
«Блудное художество» — четвёртый роман Далии Трускиновской из цикла «Архаровцы» об обер-полицмейстере Николае Архарове. От начальника парижской полиции приходит сообщение о похищении дорогостоящего сервиза. Следы преступления ведут в Россию, за ним скрывается тайный заговор, цель которого — устранение от двора сановника Алехана Орлова и убийство самого Николая Архарова. В одном из эпизодов романа главный герой беседует с православным священником об иконе Николая Отвратного.
Священник приносит в полицейское управление икону Николая Отвратного: «Угодник глядел не прямо, а повернув голову вправо, при этом глазами он косил влево — и верно, негоже угоднику быть косым. И пальцы были сложены для благословения как-то необычно, и помещён святой был не посерёдке доски, а с краю… Благолепия в образе не было вовсе — зато была некая тайная сила, властность, способность одолевать зло». Священник требует отправить на каторгу всех старообрядцев, которые пишут, покупают, хранят и показывают иконы этого типа.